# Héctor Morales (futbolista)
Héctor Javier Morales Sánchez (La Habana, Cuba, 19 de enero de 1993) es un futbolista cubano. Juega de centrocampista.

## Trayectoria
Fichó por el Miami FC en 2019 que entonces jugaba en la NPSL. Disputó la edición inaugural de NISA con Miami y el club lo confirmó para su primera temporada en la USL Championship 2020. Debutó el 29 de julio de 2020 en la USL.

## Estadísticas
Actualizado al último partido disputado el 29 de julio de 2020.
| AFC Ann Arbor Estados Unidos        | 4.ª           | 2016          | 18 | 2 | 0 | 0 | - | - | 18 | 2 |
| AFC Ann Arbor Estados Unidos        | 4.ª           | 2017          | 11 | 1 | 0 | 0 | - | - | 11 | 1 |
| AFC Ann Arbor Estados Unidos        | Total club    | Total club    | 29 | 3 | 0 | 0 | 0 | 0 | 29 | 3 |
| Miami FC Estados Unidos             | 4.ª           | 2019          | 13 | 1 | 0 | 0 | - | - | 13 | 2 |
| Miami FC Estados Unidos             | 3.ª           | 2019          | 4  | 0 | 0 | 0 | - | - | 4  | 0 |
| Miami FC Estados Unidos             | 2.ª           | 2020          | 1  | 0 | 0 | 0 | - | - | 1  | 0 |
| Miami FC Estados Unidos             | Total club    | Total club    | 18 | 1 | 0 | 0 | 0 | 0 | 18 | 2 |
| Total carrera                       | Total carrera | Total carrera | 34 | 4 | 0 | 0 | 0 | 0 | 47 | 5 |
| (1) Incluye datos de la US Open Cup |               |               |    |   |   |   |   |   |    |   |

## Palmarés

### Títulos nacionales
| Título | Club     | País           | Año         |
| ------ | -------- | -------------- | ----------- |
| NPSL   | Miami FC | Estados Unidos | 2019        |
| NISA   | Miami FC | Estados Unidos | 2019 (fall) |